# Franc Guinéen
Der Franc Guinéen (ISO-4217-Code: GNF) ist die Währung von Guinea.
Mit der Unabhängigkeit Guineas wurde eine Währungsreform durchgeführt, aus der 1960 der guineische Franc hervorging. 1972 wurde er durch den Syli ersetzt.
Der aktuelle guineische Franc wurde 1986 eingeführt und löste den Syli ab. Ausgegeben wird er von der Zentralbank von Guinea (Banque Centrale de la République de Guinée).
Bargeld existiert in Form von Münzen zu 1, 5, 10, 25 und 50 Francs, sowie Banknoten zu 100, 500, 1.000, 2.000, 5.000, 10.000 und 20.000 Francs. Einheiten unter 500 Francs sind aufgrund des geringen Wertes faktisch nicht mehr in Umlauf.

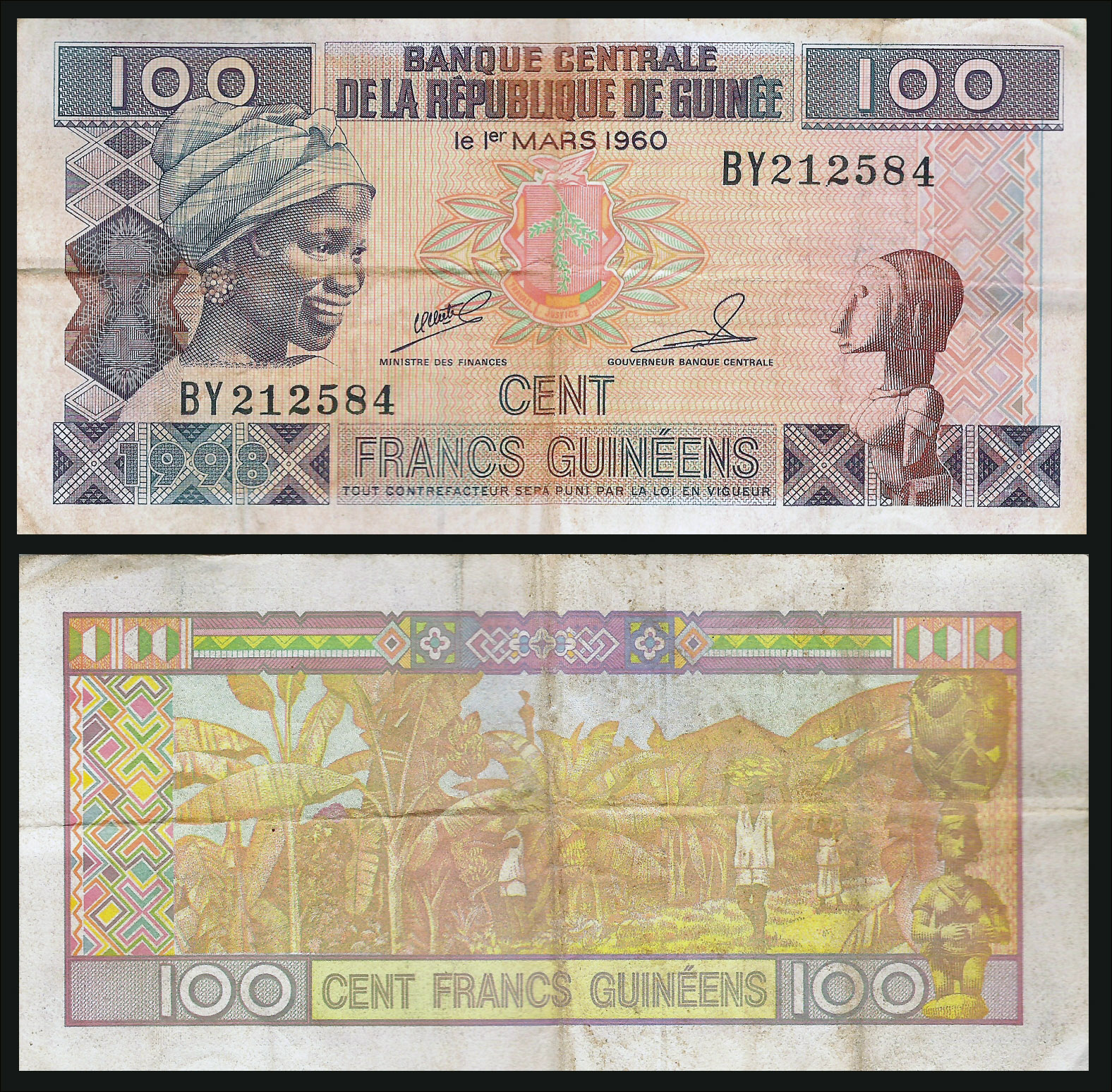
Banknote zu 100 Francs von 1998